# Rock Boys
Rock Boys – dwudziesty dziewiąty album zespołu Boys wydany w styczniu 2010 roku w firmie fonograficznej Bauer Music. Płyta zawiera standardy polskiej muzyki rockowej. Wydana przez agencję Media Way (BAUER MUSIC) zawiera 10 przebojów oraz książeczkę w środku.

## Lista utworów
1. "Oprócz błękitnego nieba" – 03:49
2. "Zaopiekuj się mną" – 04:43
3. "Szklana pogoda" – 03:58
4. "O! Ela – 02:46
5. "Znów jesteś ze mną" – 04:49
6. "Mniej niż zero" – 03:21
7. "Statki na niebie" – 04:16
8. "Jezu jak ja się cieszę" – 02:12
9. "Jolka, Jolka pamiętasz" – 05:27
10. "Nasze Randez- Vous" – 05:17

## Aranżacje utworów
- Robert Balcerzak – 1, 8, 9